# Rozsochy
Rozsochy (deutsch Rossoch) ist eine Gemeinde in Tschechien. Sie liegt fünf Kilometer westlich von Bystřice nad Pernštejnem und gehört zum Okres Žďár nad Sázavou.

## Geographie
Rozsochy befindet sich an der Einmündung des Baches Rozsošský potok in die Nedvědička in der Böhmisch-Mährischen Höhe. Nördlich liegt die Talmulde der Bystřice mit dem Teich Domanínský rybník. Im Osten erhebt sich der Chocholouš (610 m), südwestlich der Strany (568 m) und im Nordwesten Korec (631 m) und Strážnice (611 m). Nördlich des Dorfes verläuft die Bahnstrecke von Tišnov nach Nové Město na Moravě sowie die Staatsstraße 19 zwischen Bystřice nad Pernštejnem und Nové Město na Moravě. Östlich des Dorfes befindet sich die Schachthalde des stillgelegten Uranbergwerkes Rožná 5.
Nachbarorte sind Bohuňov im Norden, Domanín im Nordosten, Domanínek und Bystřice nad Pernštejnem im Osten, Nový Dvůr und Vojetín im Südosten, Blažejovice und Horní Rožínka im Süden, Zvole im Südwesten, Albrechtice im Westen sowie Kundratice im Nordwesten.

## Geschichte
Die erste urkundliche Erwähnung der Pfarre Rozsochy erfolgte im Jahre 1285. Zeitweilig gehörte das Dorf zu den Besitzungen des Augustinerinnenklosters Doubravník und gelangte nach dessen Zerstörung durch die Hussiten auf die Herren von Pernstein zurück. Zu Beginn des 15. Jahrhunderts machte von Rozsochy aus der in Diensten Wilhelms d. Ä. von Pernstein stehende Buschklepper Michek Benedov mit seinen Leuten die Gegend unsicher. Im 17. Jahrhundert bestand in Rozsochy ein Erbgericht sowie eine herrschaftliche Ziegelei und ein Herrenhof. Das Dorf bestand im Jahre 1643 aus 17 Häusern. Nach dem Dreißigjährigen Krieg lag das Dorf größtenteils wüst; von den 28 Anwesen wurden 1663 nur acht bewirtschaftet.
1763 wurde ein Pfarr- und Schulhaus errichtet. Die Schule zog 1792 in ein neues Gebäude um.
Nach der Aufhebung der Patrimonialherrschaften bildete Rosochy ab 1850 mit den Ortsteilen Blažejovice und Vojetín eine Gemeinde im Bezirk Neustadtl. 1885 wurde ein neues Schulhaus eingeweiht. Seit Beginn des 20. Jahrhunderts wird der Ortsname Rozsochy verwendet. 1905 wurde die Eisenbahnstrecke eingeweiht. 1921 zerstörte ein durch Blitzschlag ausgelöstes Großfeuer die Schule, sieben Güter und beide Gasthäuser. Nach der Machtübernahme der Kommunisten erfolgte 1948 die Zerschlagung des Sokol. Dabei wurden 22 Einwohner verhaftet und einige zu langjährigen Haftstrafen verurteilt.
1949 wurde die Gemeinde im Zuge der Auflösung des Okres Nové Město na Moravě dem Okres Bystřice nad Pernštejnem zugeordnet. 1954 begannen geologischen Untersuchungsarbeiten der Uranlagerstätte Dolní Rožínka. 1961 erfolgte die Eingemeindung von Albrechtice und Kundratice, zugleich kam das Dorf zum Okres Žďár nad Sázavou. 1963 wurde östlich von Rozsochy die Urangrube Rožná 5 abteuft. Nach Einstellung der Förderung diente der 346 m tiefe Schacht R 5 bis 1993 als Wetterschacht der Grube Rožná 2 und wurden danach verwahrt.

## Ortsgliederung
Die Gemeinde Rozsochy besteht aus den Ortsteilen Albrechtice (Albrechtitz), Blažejovice (Blaschejowitz), Kundratice (Kunratitz), Rozsochy (Rossoch) und Vojetín (Wojetein), die zugleich auch Katastralbezirke bilden.

## Sehenswürdigkeiten
- Kirche St. Bartholomäus, der im 13. Jahrhundert errichtete Bau erhielt seine heutige barocke Gestalt unter Maximilian Josef Graf Mitrowsky in den Jahren 1763 bis 1768. Graf Mitrowsky wurde 1782 in der Kirche beigesetzt.
- Statuen des hl. Johannes von Nepomuk und des Erzengels Michael aus dem Jahre 1767 an der Kirche
- Kapelle St. Wenzel in Kundratice
- Kapelle des hl. Kyrill und Method in Albrechtice

## Söhne und Töchter der Gemeinde
- Alois Málek (1893–1958), Generaldirektor der Staatlichen Textilwerke und ab 1951 Minister für Leichtindustrie der Tschechoslowakei
- Eduard Málek (1906–1980), der Neffe von Alois Málek war Hauptingenieur der staatlichen Elektrizitätswerke und leitete als Haupttechnologe den Aufbau der ersten Kernkraftwerke in der Tschechoslowakei